# Râul Dealul Bătrân
Râul Dealul Bătrân este curs de apă afluent al râului Bâsca Mare. 

## Hărți
- Harta Turistică Covasna